# Лорен Голідей
Лорен Голідей (англ. Lauren Holiday, до шлюбу Чені (англ. Cheney); нар. 30 вересня 1987) — американська футболістка, олімпійська чемпіонка.

## Виступи на Олімпіадах
| Олімпіада   | Дисципліна | Місце |
| ----------- | ---------- | ----- |
| Пекін 2008  | футбол     | 1     |
| Лондон 2012 | футбол     | 1     |